# 馬比杉山
馬比杉山，位於臺灣宜蘭縣南澳鄉金洋村與秀林鄉和平村之間，屬於中央山脈，海拔高度3,211公尺，在台灣百岳中排名第72，北接南湖大山東峰、南連巴巴山等山。